# 88 (число)
88 (вісімдеся́т ві́сім) — натуральне число, репдигіт (англ. repdigit, від repeated digit) в десятковій системі числення, паліндром, надмірне число, тау-число. 

## У математиці
- {\displaystyle 88^{2}=7744}
- {\displaystyle 88^{3}=681472}
- Сума цифр числа 88 — 16.
- Добуток цифр цього числа — 64.
- Цифровий корінь — 7.
- 88 має 8 дільників: {\displaystyle 1,2,4,8,11,22,44,88}
- Сума всіх дільників крім 88 складає 92.
- 2-гладке число, оскільки найменший простий дільник не більший за 2.
- Сіракузька послідовність для 88 досягає максимуму в 52 на 6 кроці, та містить загалом 17 елементів: 44, 22, 11, 34, 17, 52, 26, 13, 40, 20, 10, 5, 16, 8, 4, 2, 1
- Відповідно до теореми Лангранжа про суму чотирьох квадратів, 184 можна виразити як суму трьох квадратів, і, напевно не одним способом: {\displaystyle 4^{2}+6^{2}+6^{2}=88}.
- Радикал (найбільший безквадратовий дільник) дорівнює 22.
- Функція Ейлера для числа 88 — 40.
- 88 — функція Ейлера числа 184.
- Нумерологічне визначення числа — 7: {\displaystyle 8+8=16;1+6=7}.

## У музиці
- Кількість ступенів стандартного звукоряду
- Кількість клавіш на фортепіано
- Назва пісні гурту Sum 41 c альбому Chuck.
- Назва синглу групи LM.C

## У науці
- Атомний номер  радію

## В інших областях
- 88 рік, 88 рік до н. е., 1988 рік.
- Поєднання «88» по  коду радистів означає «люблю, цілую». Також свої значення мають числа  55,  73 та  99.
- Існує 88 сучасних  сузір'їв.
- ASCII-код символу «X».
- «88 заповідей Девіда Лейна», що є основою  неонацистського світогляду, скорочено позначаються «88». Крім того, в неонацистському середовищі 88 позначає «Heil Hitler» так як «H» — перша буква обох слів — є 8 по порядку в  латинському алфавіті.
- В інтернет-середовищі існує жарт, що 88 означає LiveJournal («Живий Журнал», «ЖЖ», дві 8-мі літери російського алфавіту).
- Калібр німецької зенітної гармати  FlaK 18/36, на основі якої був створений ряд танкових і протитанкових гармат вермахту.
- В чаті китайською мовою 88 рівнозначно англійському «bye bye», оскільки 8 китайською ba (тобто ba ba, звучить схоже на bye bye).
- 88 номер  Дейла Ернхардт, гонщика nascar.
- 88 миль на годину — швидкість, яку повинен набрати  Де Лореан з трилогії Назад в майбутнє для переміщення в часі.